# Stati schiavisti e Stati liberi

Animazione che mostra l'evoluzione degli stati liberi e schiavisti negli Stati Uniti d'America e Territori, dal 1789 al 1861. La guerra civile americana ebbe inizio nel 1861 ed il XIII emendamento abolì la schiavitù negli Stati Uniti.

Negli Stati Uniti d'America, prima del 1865 erano definiti Stati schiavisti gli Stati in cui la schiavitù e la tratta degli schiavi erano legali, mentre venivano definiti Stati liberi quelli in cui erano proibite. Tra il 1812 ed il 1850 gli stati schiavisti considerarono un imperativo politico il fatto che il numero degli stati liberi non superasse quello degli stati schiavisti, pertanto i nuovi stati vennero ammessi all'Unione a coppie libero/schiavista. Vi furono tuttavia schiavi in molti stati liberi fino al censimento del 1840, e la clausola dello schiavo fuggitivo della Costituzione degli Stati Uniti, implementata dalla legge sugli schiavi fuggitivi del 1793 e del 1850, prevedeva che uno schiavo non divenisse libero semplicemente entrando in uno stato libero, ma doveva anzi essere restituito al proprietario. L'applicazione di queste leggi divenne una delle controversie che scoppiarono tra stati liberi e schiavisti.
Nel XVIII secolo la schiavitù era legale nelle Tredici colonie, e le colonie ribelli iniziarono ad abolire questa pratica. La Pennsylvania abolì la schiavitù nel 1780, e circa metà degli stati la avevano abolita al tempo della guerra d'indipendenza, o nel corso del primo decennio di esistenza degli Stati Uniti, anche se questo non significò sempre che gli schiavi esistenti fossero divenuti liberi. Il Vermont, che dichiarò l'indipendenza dal Regno di Gran Bretagna nel 1777 e non fu una delle Tredici colonie, bandì la schiavitù nello stesso anno e prima di essere ammesso come stato nel 1791.
Lo schiavismo fu a lungo un argomento divisivo nella politica statunitense; fu uno degli argomenti principali dibattuti durante la stesura della Costituzione nel 1787, fu causa di crisi politiche come il Compromesso del Missouri del 1820 e il Compromesso del 1850, e fu la causa primaria della guerra di secessione nel 1861. Poco prima della guerra civile, vi erano 19 stati liberi e 15 schiavisti; lo stato libero di più recente istituzione, il Kansas, era entrato nell'Unione dopo lunghi anni di scontri sulla schiavitù. Durante la guerra, la schiavitù venne abolita in alcuni stati schiavisti, ed il XIII emendamento della Costituzione, ratificato nel dicembre 1865, abolì la schiavitù in tutti gli Stati Uniti, eccetto come pena per un crimine.

## Origini

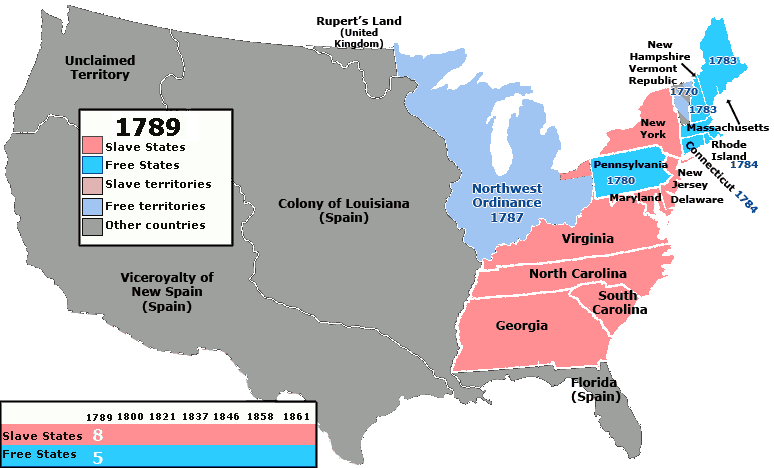
Durante la rivoluzione americana (1775-1783) alcune delle tredici colonie britanniche che volevano l'indipendenza per divenire stati, iniziarono ad abolire la schiavitù. La Costituzione degli Stati Uniti ratificata nel 1789 lasciò la materia ai singoli stati; per i territori invece la giurisdizione rimase federale, come asserito dal Congresso, nell'Ordinanza del nordovest del 1787

La schiavitù fu istituita come istituzione legale in ognuna delle Tredici colonie a partire dal 1619 in poi, con l'arrivo dei primi africani nella Colonia della Virginia. Sebbene anche i nativi americani fossero trattati come schiavi, la vasta maggioranza della popolazione di schiavi consisteva di africani portati in America tramite la tratta atlantica. Per via della minore incidenza delle malattie tropicali e delle migliori condizioni di vita, gli schiavi delle colonie avevano una aspettativa di vita superiore rispetto alle Indie occidentali e all'America meridionale, causando una rapida crescita della popolazione nei decenni precedenti alla rivoluzione americana. I movimenti politici e sociali organizzati per abolire la schiavitù ebbero inizio a metà del XVIII secolo. I sentimenti della rivoluzione americana e la promessa di equità evocata dalla Dichiarazione d'indipendenza rimasero in contrasto con lo status reale di tutti i neri delle colonie, sia liberi che schiavi. Nonostante questo, migliaia di americani neri combatterono per i Patrioti con differenti motivazioni. Altre migliaia si unirono invece ai britannici, incoraggiati dalle offerte di libertà come nel caso della Proclamazione di Philipsburg.
Negli anni 1770 gli schiavi neri nella Nuova Inghilterra iniziarono ad inviare petizioni alle legislature settentrionali chiedendo libertà. Cinque stati del nord adottarono politiche per abolire gradualmente la schiavitù: Pennsylvania nel 1780, New Hampshire e Massachusetts nel 1783 e Connecticut e Rhode Island nel 1784. La Repubblica del Vermont aveva limitato la schiavitù già nel 1777, quando era ancora indipendente e prima di entrare negli Stati Uniti come 14° stato nel 1791. Queste giurisdizioni statali applicarono quindi per prime le leggi che abolirono la schiavitù nel Mondo Atlantico. Nel 1804, con l'aggiunta di New York (1799) e New Jersey (1804), tutti gli stati del nord avevano abolito la schiavitù o avevano adottato misure per abolirla gradualmente, anche se vi erano ancora nel 1840 centinaia di ex schiavi che lavoravano senza paga come servi a contratto negli stati del nord.
Nel sud il Kentucky venne creato come stato schiavista dalla Virginia nel 1792 ed il Tennessee sempre come stato schiavista dalla Carolina del Nord nel 1796. Nel 1804, prima della creazione di nuovi stati dai territori federali occidentali, il numero di schiavi liberi e schiavisti era pari a otto ciascuno. Al momento del Compromesso del Missouri del 1820, la linea di divisione tra stati schiavisti e liberi fu chiamata linea Mason-Dixon (tra Maryland e Pennsylvania), e la sua estensione verso ovest era rappresentata dal fiume Ohio.
La Convenzione di Filadelfia del 1787, che doveva redigere la Costituzione, dibatté il tema della schiavitù, e per un periodo proprio questo argomento fu il maggiore impedimento all'approvazione della nuova Costituzione. Come compromesso, la schiavitù venne riconosciuta ma non fu mai menzionata direttamente nella Costituzione. La clausola dello schiavo fuggitivo, articolo 3, sezione 2, clausola 3, ad esempio, si riferisce ad una "Persona detenuta per servizio o lavoro". Inoltre, l'articolo 1, sezione 9, clausola 1 della Costituzione proibisce al Congresso di abolire l'importazione di schiavi ma, come compromesso, l'impedimento avrebbe potuto essere eliminato dal Congresso dopo 20 anni, e agli schiavi si faceva riferimento come "Persone". La legge che proibiva l'importazione di schiavi venne approvata velocemente nel 1807 ed ebbe effetto dal 1° gennaio 1808. Il bando all'importazione, tuttavia, spinse l'espansione del commercio interno di schiavi, che rimase legale finché la schiavitù non venne bandita in toto nel 1865 con il XIII emendamento.

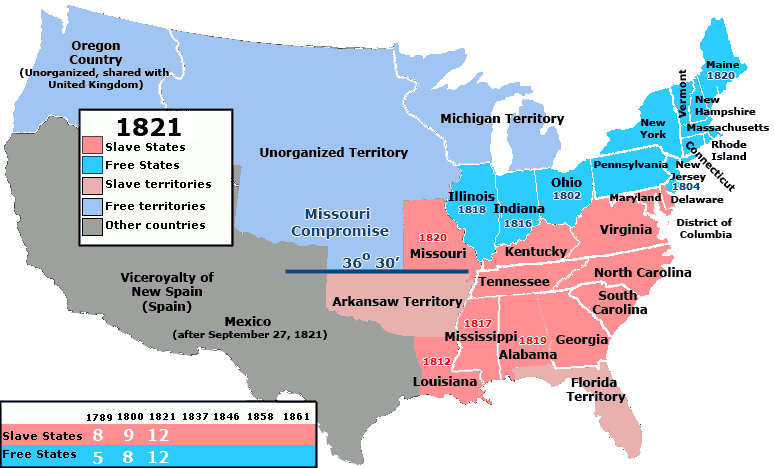
Il Compromesso del Missouri del 1820 garantì l'ingresso del Missouri come stato schiavista e del Maine come stato libero, e tracciò una linea che si estendeva verso ovest dal confine meridionale del Missouri, la cui funzione era di dividere tutti i nuovi territori in schiavisti (a sud della linea) e liberi (a nord di essa).

Verso la fine degli anni 1850 venne lanciata senza successo una campagna da parte di diversi stati meridionali per riprendere il commercio internazionale di schiavi, per rifornire la loro popolazione di schiavi; questa proposta si scontrò tuttavia con una forte opposizione. Vi fu tuttavia un ampio incremento nella popolazione degli schiavi verso la fine del XVIII e l'inizio del XIX secolo, con alcuni rapimenti di schiavi africani che continuarono tramite la Capitaneria generale di Cuba.
Tra gli altri compromessi della Costituzione vi fu la creazione della clausola dei tre quinti, con la quale gli stati schiavisti acquisirono maggiore rappresentanza alla Camera dei rappresentanti e al Collegio elettorale: tale clausola prevedeva che la popolazione degli schiavi di uno stato contasse al 60% per calcolare l'assegnazione dei seggi alla Camera, che sono proporzionali alla popolazione dello stato. Gli stati schiavisti avrebbero voluto che gli schiavi contassero al 100% per l'assegnazione dei seggi, gli stati liberi del nord sostenevano che non dovessero essere contati, non avendo gli schiavi diritto di voto.

## I nuovi territori

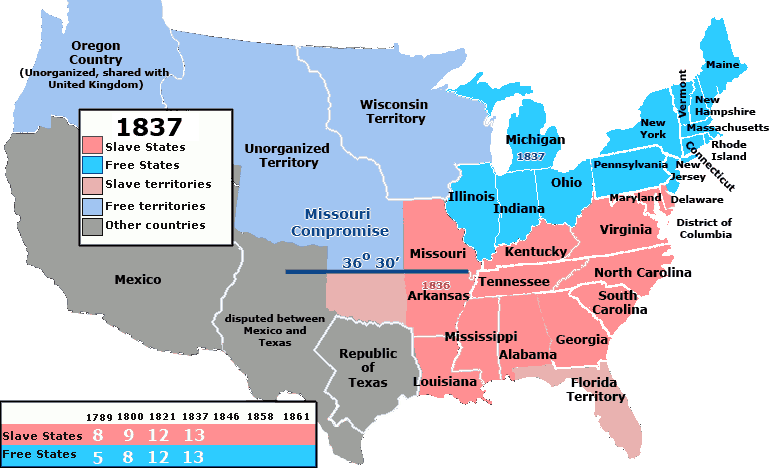
Con l'ingresso dell'Arkansas nel 1836, il numero degli stati schiavisti salì a 13, e l'ingresso del Michigan nel 1837 riportò il numero uguale tra stati liberi e schiavisti.

L'Ordinanza del nordovest del 1787, approvata poco prima della ratifica della Costituzione, aveva proibito la schiavitù nel Territorio del nord-ovest. Il confine meridionale del territorio era rappresentato dal fiume Ohio, considerato come estensione occidentale della linea Mason-Dixon. Il territorio fu generalmente abitato da coloni del New England e da veterani della guerra d'indipendenza americana a cui erano state concesse terre. I sei stati creati successivamente dal territorio furono tutti stati liberi: Ohio (1803), Indiana (1816), Illinois (1818), Michigan (1837), Wisconsin (1848) e Minnesota (1858).
Nel 1815 la spinta verso la riforma anti-schiavista sembrava aver perso vigore, con metà degli stati che l'avevano già abolita (il nord-est), l'avevano proibita fin dall'inizio (il Midwest), o che erano intenzionati ad eliminarla, e metà che volevano continuare a tempo indefinito con questa istituzione (il sud).

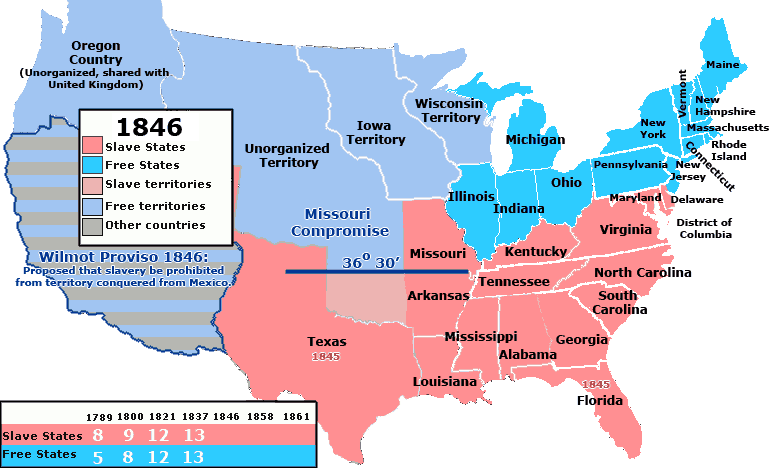
Nel 1845, con Texas e Florida nell'Unione come stati schiavisti, gli stati schiavisti superarono in numero quelli liberi per un anno, finché l'Iowa fu ammesso come stato libero nel 1846.

Il potenziale di un conflitto politico sulla schiavitù a livello federale rese i politici preoccupati per l'equilibrio di potere al Senato, dove ogni stato è rappresentato da due senatori. Con un numero uguale di stati schiavisti e stati liberi, il Senato era equamente diviso su questioni importanti per il Sud. Quando la popolazione degli stati liberi iniziò a superare quella degli stati schiavisti, portando al controllo della Camera dei rappresentanti da parte degli stati liberi, il Senato divenne fondamentale per i politici degli stati schiavisti interessati a mantenere un veto congressuale sulla politica federale in merito alla schiavitù e ad altre questioni importanti per il Sud. Di conseguenza, gli stati schiavisti e gli stati liberi furono spesso ammessi nell'Unione in coppie su fronti opposti per mantenere l'equilibrio del Senato tra stati schiavisti e stati liberi.

### Compromesso del Missouri
La controversia sul fatto che il Missouri dovesse essere ammesso come stato schiavista portò al Compromesso del Missouri del 1820, che specificò che il territorio acquisito con l'Acquisto della Louisiana a nord della latitutine 36° 30', che descriveva quasi tutto il confine meridionale del Missouri, ad eccezione del Missouri, sarebbe divenuto parte di stati liberi, mentre il territorio a sud di tale linea avrebbe originato stati schiavisti. In ottemperanza al Compromesso, venne ammesso all'Unione il Maine il 19 agosto 1821, come stato libero.

### Texas e cessione messicana
L'annessione texana del 1845 e l'acquisizione dei vasti territorio della cessione messicana del 1848, dopo la guerra messico-statunitense, crearono ulteriori divisioni tra il nord ed il sud. Anche se la porzione abitata del Texas era ricca di piantagioni di cotone e dipendeva dal lavoro schiavista, il territorio acquisito nelle Montagne Rocciose non sembrava adatto alla produzione di cotone o alla schiavitù.
Nell'ambito del Compromesso del 1850 la California venne ammessa come stato libero senza la controparte di uno stato schiavista; l'ingresso della California significava anche che non vi sarebbero stati schiavisti sulla costa pacifica. Per evitare di creare una maggioranza di stati liberi al Senato, la California acconsentì a inviare al Senato un senatore favorevole alla schiavitù e uno contrario.
La difficoltà di identificare territori che potessero essere organizzati in ulteriori stati schiavisti rallentò il processo di apertura dei territori occidentali all'insediamento. I politici degli stati schiavisti cercarono di annettere Cuba, tramite la spedizione Lopez ed il Manifesto Ostend, nel 1852, e il Nicaragua nel 1856-57, con l'intenzione di creare nuovi stati schiavisti; vennero vagliate anche parti del Messico settentrionale, con il senatore Albert G. Brown che dichiarò: "Voglio Tamaulipas, Potosí, e uno o due altri stati messicani, e li voglio per la stessa ragione: per le piantagioni e la diffusione della schiavitù".

### Kansas
Nel 1854 il Compromesso del Missouri del 1820 fu superato dal Kansas-Nebraska Act, che permise ai coloni bianchi maschi dei nuovi territori di determinare tramite voto se permettere la schiavitù all'interno di ciascun territorio. Il risultato fu che movimenti favorevoli e contrari alla schiavitù si riversarono nel Kansas con l'obiettivo di far vincere l'uno o l'altro, portando a scontri sanguinosi. Inizialmente si cercò di organizzare il Kansas per l'ingresso come stato schiavista, associato al Minnesota, ma l'ammissione del Kansas come stato schiavista fu bloccata perché la proposta di costituzione favorevole alla schiavitù (la Costituzione di Lecompton) non era stata approvata con elezioni eque. I propugnatori dello stato libero dalla schiavitù, durante il periodo del "Bleeding Kansas" a partire dalla fine degli anni 1850, erano chiamati Free-Staters e Free-Soilers, e combatterono contro i Border ruffian, pro-schiavismo, dal Missouri. L'animosità ebbe una escalation negli anni 1850, culminando in diverse schermaglie e devastazioni su entrambi i fronti. Ciononostante, il nord impedì al Territorio del Kansas di divenire uno stato schiavista, e quando i membri del Congresso del Sud lasciarono in massa le aule legislative all'inizio del 1861, il Kansas fu ammesso all'Unione come stato libero.
Quando l'ammissione del Minnesota procedette senza impedimenti nel 1858, ebbe fine l'equilibrio del Senato, che pendette ulteriormente dal lato degli stati liberi con l'ingresso dell'Oregon come stato libero nel 1859.

### Coppie di stato libero e schiavista
La seguente tabella mostra l'equilibrio tra stati liberi e schiavisti che iniziò nel 1812; la colonna "Ingresso" indica l'anno in cui lo stato ratificò la Costituzione degli Stati Uniti o fu ammesso all'Unione. la forbice di date nella colonna dell'abolizione per gli stati liberi indica quando le leggi di abolizione graduale vennero adottate e quando la schiavitù ebbe finalmente fine, ad eccezione degli stati in cui la schiavitù fu messa fuorilegge in uno specifico anno.
| Stati schiavisti  | Ingresso | Numero e % di popolazione in schiavitù nel 1860 |               | Stati liberi | Ingresso                        | Abolizione immediata o graduale della schiavitù e % di schiavi nel 1860 |
| ----------------- | -------- | ----------------------------------------------- | ------------- | ------------ | ------------------------------- | ----------------------------------------------------------------------- |
| Delaware          | 1787     | 1 798 (1,6%)                                    | New Jersey    | 1787         | 1804–65 (0,01%)                 |                                                                         |
| Georgia           | 1788     | 462 198 (43,7%)                                 | Pennsylvania  | 1787         | 1780–1840 (0%)                  |                                                                         |
| Maryland          | 1788     | 87 189 (12,7%)                                  | Connecticut   | 1788         | 1784–1840 (0%)                  |                                                                         |
| Carolina del Sud  | 1788     | 402 406 (57,2%)                                 | Massachusetts | 1788         | Libero nel 1783 (0%)            |                                                                         |
| Virginia          | 1788     | 490 865 (30,7%)                                 | New Hampshire | 1788         | 1783–1800, libero nel 1857 (0%) |                                                                         |
| Carolina del Nord | 1789     | 331 059 (33,4%)                                 | New York      | 1788         | 1799–1840 (0%)                  |                                                                         |
| Kentucky          | 1792     | 225 483 (19,5%)                                 | Rhode Island  | 1790         | 1784–1840 (0%)                  |                                                                         |
| Tennessee         | 1796     | 275 719 (24,8%)                                 | Vermont       | 1791         | Libero nel 1777 (0%)            |                                                                         |
| Louisiana         | 1812     | 331 726 (46,9%)                                 | Ohio          | 1803         | Libero nel 1787 (0%)            |                                                                         |

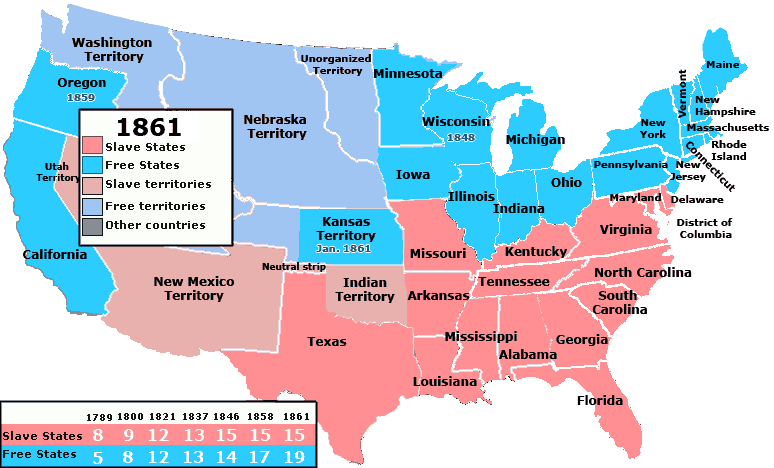
All'inizio della guerra civile a metà del 1861, con l'ingresso di Oregon (1859) e Kansas (1861), il numero degli stati liberi era cresciuto a 19, mentre quello degli stati schiavisti era rimasto a 15.

Dal 1812 al 1850, il mantenimento del bilanciamento dei voti degli stati liberi e schiavisti al Senato fu considerato di importanza fondamentale per preservare l'Unione, e gli stati furono tipicamente ammessi a coppie:
| Stati schiavisti | Anno |           | Stati liberi | Anno |
| ---------------- | ---- | --------- | ------------ | ---- |
| Mississippi      | 1817 | Indiana   | 1816         |      |
| Alabama          | 1819 | Illinois  | 1818         |      |
| Missouri         | 1821 | Maine     | 1820         |      |
| Arkansas         | 1836 | Michigan  | 1837         |      |
| Florida          | 1845 | Iowa      | 1846         |      |
| Texas            | 1845 | Wisconsin | 1848         |      |

La California fu ammessa come stato libero nel 1850 senza uno stato schiavista a fare da controparte, anche se furono rilasciate delle concessioni agli stati schiavisti in ottemperanza al Compromesso del 1850. Negli ultimi anni prima della guerra civile furono ammessi altri tre stati liberi, rompendo l'equilibrio che gli stati schiavisti avevano cercato di mantenere.
| Stati schiavisti | Anno |            | Stati liberi | Anno |
| ---------------- | ---- | ---------- | ------------ | ---- |
| —                |      | California | 1850         |      |
| —                |      | Minnesota  | 1858         |      |
| —                |      | Oregon     | 1859         |      |
| —                |      | Kansas     | 1861         |      |

### Guerra civile
La guerra civile americana (1861-1865) mise fine alla schiavitù; undici stati si unirono alla Confederazione, mentre gli stati cuscinetto del Delaware, Maryland, Kentucky e Missouri, tutti stati schiavisti, rimasero nell'Unione, nonostante Kentucky e Missouri avessero anche governi confederati. Nel 1863 la parte occidentale della Virginia, che era rimasta leale all'Unione, fu ammessa come il nuovo stato della Virginia Occidentale, con la promessa di una graduale emancipazione. L'anno seguente fu anche ammesso il Nevada, uno stato libero nell'ovest.

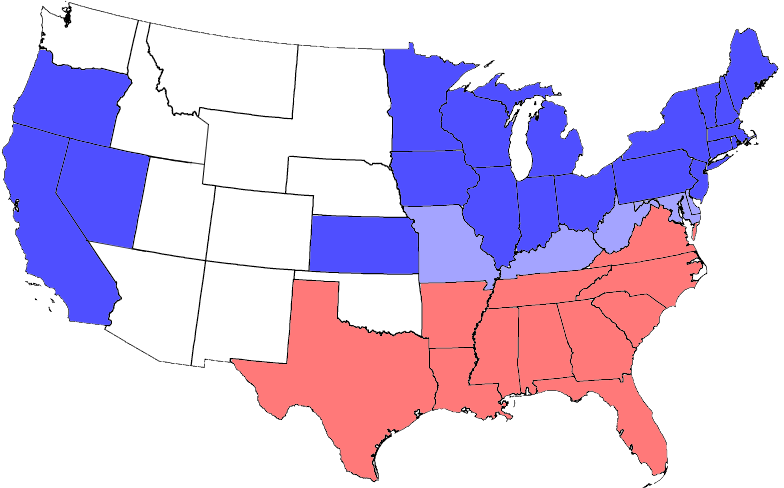
Divisione degli stati durante la guerra civile. Il colore blu rappresenta gli stati dell'Unione, inclusi quelli ammessi durante la guerra. L'azzurro rappresenta gli stati cuscinetto di confine, alcuni dei quali avevano sia governi confederati che unionisti. Il rosso rappresenta gli Stati Confederati d'America. Le aree non colorate non erano stati prima della guerra civile.

| Stati schiavisti                                    | Anno |        | Stati liberi | Anno |
| --------------------------------------------------- | ---- | ------ | ------------ | ---- |
| Virginia Occidentale (piano graduale di abolizione) | 1863 | Nevada | 1864         |      |

## Casi speciali

### Virginia Occidentale
Durante la guerra civile il governo unionista a Wheeling presentò una proposta al Congresso per creare un nuovo stato dalle 48 contee della parte occidentale dello stato; il nuovo stato avrebbe poi incorporato effettivamente 50 contee. Il tema della schiavitù nel nuovo stato ritardò l'approvazione della legge: al Senato Charles Sumner si dichiarò contrario all'ammissione di un nuovo stato schiavista, mentre Benjamin Wade difese l'ammissione nel caso in cui fosse inclusa nella nuova Costituzione dello stato una clausola per l'emancipazione graduale. Due senatori rappresentavano il governo unionista della Virginia, John S. Carlile e Waitman T. Willey. Il senatore Carlile obiettò che il Congresso non aveva il potere di imporre l'emancipazione nella Virginia Occidentale, mentre Willey propose una modifica di compromesso alla Costituzione dello stato, per prevedere la graduale abolizione. Sumner tentò di aggiungere la sua modifica alla legge, che non passò, e la mozione di ammissione passò in entrambe le camere del Congresso con l'aggiunta di quello che divenne noto come emendamento Willey. Il Presidente Abraham Lincoln firmò la legge il 31 dicembre 1862 e gli elettori della parte occidentale della Virginia approvarono l'emendamento Willey il 26 marzo 1863.
Il Presidente Lincoln aveva emanato il Proclama di emancipazione il 1° gennaio 1863, che esentava dall'emancipazione gli stati cuscinetto (quattro stati schiavisti leali all'Unione) e alcuni territori occupati dall'Unione all'interno degli stati confederati. Alla fine del 1863 vennero aggiunte ulteriori due contee alla Virginia Occidentale, Berkeley e Jefferson; gli schiavi a Berkeley si trovavano nel territorio sottoposto all'esenzione, ma non quelli di Jefferson. Al censimento del 1860 le 49 contee esenti detenevano circa 6.000 schiavi oltre i 21 anni di età che non avrebbero raggiunto l'emancipazione, e corrispondenti al 40% della popolazione totale schiava. I termini dell'emendamento Willey prevedevano la libertà solo per i bambini, alla nascita o alla maggiore età, e proibiva l'importazione di schiavi.
     Abolizione della schiavitù durante o subito dopo la rivoluzione americana
     Ordinanza del nordovest (che vietava la schiavitù), 1787 
     Emancipazione graduale a New York (iniziata nel 1799, completata nel 1827) e nel New Jersey (iniziata nel 1804, completata dal tredicesimo emendamento del 1865)
     Compromesso del Missouri, 1820
     Abolizione effettiva della schiavitù da parte dell'autorità messicana o congiunta statunitense/britannica
     Esclusione della schiavitù tramite azione del Congresso, 1861
     Abolizione della schiavitù tramite azione del Congresso, 1862
     Proclama di emancipazione come emesso in origine, 1° gennaio 1863
     Successiva applicazione del Proclama di emancipazione nel 1863
     Abolizione della schiavitù tramite intervento statale durante la guerra civile
     Funzionamento del Proclama di emancipazione nel 1864
     Funzionamento del Proclama di emancipazione nel 1864
     XIII emendamento alla Costituzione, 18 dicembre 1865
     Territorio incorporato negli Stati Uniti dopo l'approvazione del XIII emendamento

Abolizione della schiavitù nelle diverse aree degli Stati Uniti nel tempo:
Abolizione della schiavitù durante o subito dopo la rivoluzione americana
Ordinanza del nordovest (che vietava la schiavitù), 1787
Emancipazione graduale a New York (iniziata nel 1799, completata nel 1827) e nel New Jersey (iniziata nel 1804, completata dal tredicesimo emendamento del 1865)
Compromesso del Missouri, 1820
Abolizione effettiva della schiavitù da parte dell'autorità messicana o congiunta statunitense/britannica
Esclusione della schiavitù tramite azione del Congresso, 1861
Abolizione della schiavitù tramite azione del Congresso, 1862
Proclama di emancipazione come emesso in origine, 1° gennaio 1863
Successiva applicazione del Proclama di emancipazione nel 1863
Abolizione della schiavitù tramite intervento statale durante la guerra civile
Funzionamento del Proclama di emancipazione nel 1864
Funzionamento del Proclama di emancipazione nel 1864
XIII emendamento alla Costituzione, 18 dicembre 1865
Territorio incorporato negli Stati Uniti dopo l'approvazione del XIII emendamento

La Virginia Occidentale divenne il 35° stato il 20 giugno 1863, come ultimo stato schiavista ammesso all'Unione. Diciotto mesi dopo, la legislatura della Virginia Occidentale completò l'abolizione della schiavitù, ed il 3 febbraio 1865 ratificò il XIII emendamento.

### Washington D.C.
Nel distretto di Columbia, formato con la terra di due stati schiavisti, Maryland e Virginia, il commercio di schiavi venne abolito con il Compromesso del 1850. Per evitare di perdere il profittevole commercio, la contea di Alexandria richiese di essere restituita alla Virginia, dove la tratta degli schiavi era legale; questo avvenne nel 1847. La schiavitù nel distretto di Columbia rimase legale fino al 1862 quando, con la forte opposizione dei residenti possessori di schiavi, il Congresso approvò il DC Compensated Emancipation Act. Alcuni schiavisti rifiutarono di riconoscere la legge e tentarono di continuare ad avere schiavi illegalmente. Il Congresso approvò una legge supplementare nel luglio 1862 che permetteva a queste vittime di presentare petizioni per proprio conto.

### Territorio dello Utah
Anche se non divenne uno stato fino al 1896, in quanto Territorio organizzato, lo Utah legalizzò la schiavitù secondo l'Act in Relation to Service del 1852 ed il similare Act for the Relief of Indian Slaves and Prisoners.
Brigham Young ed il suo gruppo di pionieri mormoni erano arrivati nello Utah nel 1847, durante la guerra messico-statunitense, quando lo Utah era messicano; essi ignorarono il bando messicano sulla schiavitù e ritenevano la schiavitù conforme alla visione mormona del popolo nero.
Il 19 giugno 1862, rispettando uno dei punti del programma presidenziale del 1860, il presidente Lincoln firmò la legge che poneva fine alla schiavitù nel Territorio dello Utah ed in tutti gli altri territori.

### California
Mentre la costituzione dello stato della California poneva la schiavitù al di fuori della legge, il Act for the Government and Protection of Indians del 1850 permise la servitù debitoria dei nativi californiani. Questa legge prevedeva l'apprendistato o la servitù debitoria dei bambini indiani verso i bianchi e puniva anche gli indiani vagabondi dandoli in uso al miglior offerente in un'asta pubblica se l'indiano non era in grado di fornire una cauzione o una obbligazione sufficienti. I nuovi coloni sottomisero da 10 000 a 27 000 nativi americani californiani come lavoratori forzati, inclusi da 4 000 a 7 000 bambini. Nell'aprile 1863, dopo la dichiarazione del Proclama di emancipazione, la legislatura statale della California abolì tutte le forme di detenzione in schiavitù o per lavoro dei nativi americani.

## Fine della schiavitù
All'inizio della guerra civile vi erano 34 stati negli Stati Uniti, 15 dei quali erano schiavisti. Undici di questi stati schiavisti, dopo che le loro legislature approvarono, dichiararono la secessione dagli Stati Uniti, creando gli Stati Confederati d'America, e furono rappresentati al Congresso degli Stati Confederati d'America. Gli stati schiavisti che rimasero nell'Unione (Maryland, Missouri, Delaware e Kentucky, chiamati Stati cuscinetto) mantennero la loro rappresentanza al Congresso degli Stati Uniti. Al momento del Proclama di emancipazione, nel 1863, il Tennessee era già sotto il controllo dell'Unione. Di conseguenza, il Proclama si applicò solamente nei 10 stati confederati rimanenti. Durante la guerra, l'abolizione della schiavitù fu messa come condizione da parte del presidente Abraham Lincoln per la riammissione degli stati confederati.
Il Congresso degli Stati Uniti, dopo l'abbandono da parte delle delegazioni degli stati meridionali nel 1861, rimase a maggioranza unionista; secondo il piano di Abraham Lincoln, nel 1862 venne abolita la schiavitù nel distretto di Columbia, cosa che era stata impedita dalle delegazioni meridionali.
Negli stati meridionali, la libertà per gli schiavi seguì tipicamente le conquiste dei territori da parte dell'esercito dell'Unione. Il Proclama di emancipazione dichiarò che tutte le persone schiavizzate nelle aree sotto controllo confederato fossero considerate libere, ma in pratica la libertà richiedeva che o gli schiavi raggiungessero le linee dell'Unione, oppure che le forze dell'Unione raggiungessero la loro area. Man mano che le forze dell'Unione avanzarono dal 1° gennaio 1863 fino al 19 giugno 1865, gli schiavi vennero liberati.
La Virginia Occidentale non abolì la schiavitù nella prima proposta di costituzione del 1861, anche se pose fine all'importazione di schiavi. Nel 1863 gli elettori approvarono l'emendamento Willey, che prevedeva l'abolizione graduale della schiavitù, con la previsione di liberare gli ultimi schiavi nel 1884. Il 3 febbraio 1865 la legislatura dello stato approvò l'immediata abolizione.
Il governo restaurato della Virginia (il governo unionista che governava il territorio allora sotto il controllo dell'Unione che non si era separato per costituire la Virginia Occidentale) votò per porre fine alla schiavitù in una convenzione costituzionale il 10 marzo 1864. L'Arkansas, parte del quale cadde sotto il controllo dell'Unione dal 1864, adottò una costituzione anti-schiavista il 16 marzo 1864. La Louisiana, molta parte del cui territorio era sotto il controllo dell'Unione dal 1862, abolì la schiavitù tramite una nuova costituzione dello stato approvata dagli elettori il 5 settembre 1864. Gli stati cuscinetto del Maryland (1° novembre 1864) e del Missouri (11 gennaio 1865) abolirono la schiavitù prima della fine della guerra. Il Tennessee, occupato dall'Unione, abolì la schiavitù tramite voto popolare su un emendamento costituzionale che ebbe effetto dal 22 febbraio 1865.
La schiavitù legale persistette tuttavia nel Delaware, Kentucky, e (in misura molto limitata) nel New Jersey, fino al XIII emendamento che aboliva la schiavitù in tutti gli Stati Uniti, eccetto come punizione per un crimine, il 18 dicembre 1865; questo pose fine alla distinzione tra stati schiavisti e stati liberi.